# Ngoma (Tanzania)
Ngoma è una circoscrizione rurale (rural ward) della Tanzania situata nel distretto di Ukerewe, regione di Mwanza. Conta una popolazione di 18 008 abitanti (censimento 2012).